# T-Bone Walker

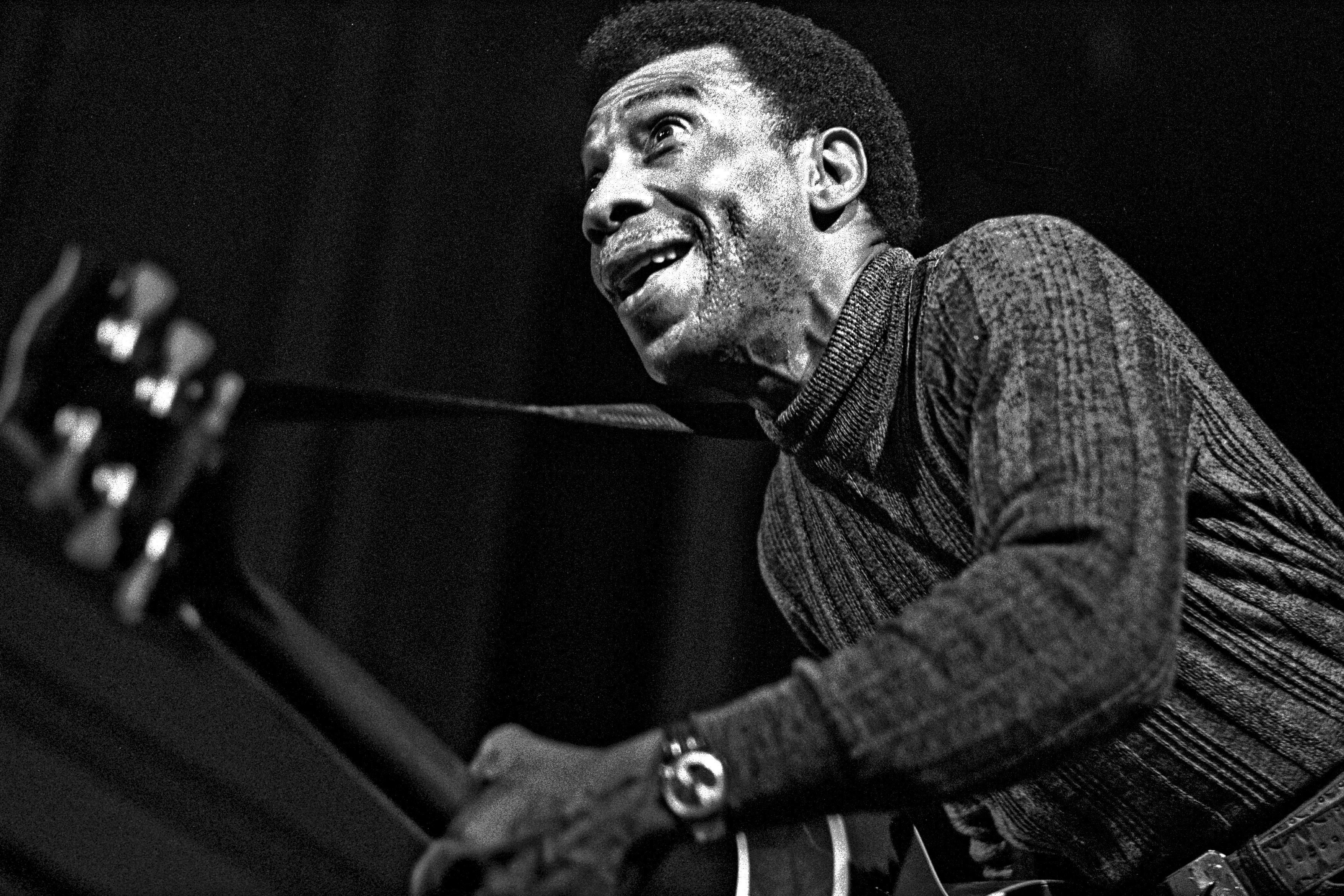
T-Bone Walker, 1972

T-Bone Walker, eigentlich Aaron Thibeaux Walker (* 28. Mai 1910 in Linden, Texas; † 16. März 1975 in Los Angeles, Kalifornien), war ein amerikanischer Bluesgitarrist, Sänger und Songschreiber. Er gilt als einer der einflussreichsten Bluesmusiker des 20. Jahrhunderts und Pionier der elektrischen Gitarre und des Chicago Blues. Er hatte afroamerikanische und Cherokee-Vorfahren.

## Leben
Walker wuchs in Dallas auf, wo er schon als Kind Banjo, Fiddle und Gitarre spielen lernte. In Anlehnung an seinen zweiten Vornamen Thibeaux erhielt er bald den Spitznamen „T-Bone“. In Dallas lernte er den blinden Gitarristen Blind Lemon Jefferson kennen, mit dem er als eine Art Blindenführer durch die Straßen von Dallas zog und bei dessen Auftritten das Geld einsammelte. Durch ihn beeinflusst trat Walker mit 15 Jahren selbst als Bluessänger und Tänzer auf und lernte schon früh, durch spektakuläre Live-Einlagen (wie beispielsweise das Banjo-Spielen im Springen und Tanzen) das Publikum zu faszinieren. 1929 nahm Walker seine erste Schallplatte, Wichita Falls Blues/Trinity River Blues (Columbia Records) auf, allerdings nicht unter seinem eigenen Namen, sondern als „Oak Cliff T-bone“. Mitte der 1930er spielte er in der Territory Band von Chester Boone und traf in Oklahoma City auf Charlie Christian.
1936 kam Walker nach Los Angeles, wo er seine kalifornische Karriere als Tänzer begann. 1939 wurde er von Les Hite für die Band „Les Hite Cotton Club Orchestra“ als Sänger engagiert. Von da an konzentrierte er sich mehr und mehr auf die Gitarre. So setzte er diese immer öfter zu seinem Gesang ein, bis er schließlich als Gitarrist gefragter war denn als Sänger. Dabei bestach er durch seine artistisch anmutenden Bühneneinlagen, wobei er die Gitarre auf Knien und hinter dem Rücken spielte.
1942, Walker war mittlerweile wegen besserer Verdienstmöglichkeiten nach Chicago gewechselt, nahm er beim neu gegründeten Capitol-Label seine ersten Soloplatten auf. Er veröffentlichte I Got a Break Baby/Mean Old World, wobei er populäre Musik und Blues auf seine mittlerweile elektrisch verstärkte Jazzgitarre übertrug und damit im Blues-Spiel eine Revolution auslöste. 

T-Bone Walker – Call it Stormy Monday

Legendär ist T-Bone Walkers Produktion Call It Stormy Monday (But Tuesday Is Just As Bad) für das Black & White-Label (#122), die in Los Angeles am 13. September 1947 mit Produzent Ralph Bass entstand. Bei der Aufnahme wirkten Aaron „T-Bone“ Walker (Gesang/Gitarre), John „Teddy“ Buckner (Trompete), Bumps Myers (Tenorsaxophon), Lloyd Glenn (Klavier), Arthur Edwards (Bass) und Oscar Lee Bradley (Schlagzeug) mit. Der Titel erreichte den fünften Platz der R&B-Charts und gilt nicht nur als einer der einflussreichsten Songs der Musikgeschichte, sondern auch der Geschichte der Gitarre. Weitere Klassiker folgten, wie zum Beispiel der T-Bone Shuffle.
Trotz seiner Erfolge konnte Walker zu dieser Zeit nicht das Teenager-Publikum erreichen, anders als beispielsweise Chuck Berry oder Fats Domino. Er spielte überwiegend in Nachtclubs, bis er 1955 aufgrund von Magenbeschwerden zusammenbrach und operiert werden musste.
In den 1960er Jahren wurde Walker international bekannt, als er 1962 für die von Horst Lippmann organisierten American Folk Blues Festivals in Europa engagiert wurde und unter anderem mit Memphis Slim auftrat; allerdings hemmte ihn sein Gesundheitszustand.
In seiner Karriere begleiteten ihn Musiker wie Teddy Buckner (Trompete), Lloyd Glenn (Klavier), Billy Hadnott (Bass) und Jack McVea (Saxophon).
1971 erhielt Walker einen Grammy für die Platte Good Feelin’ (Polygram Records 1969). Beim American Folk Blues Festival 1972 spielte er mit Big Mama Thornton zusammen. Diese Konzerte sollten die letzten Auftritte der beiden in Europa sein. 1973 produzierten Jerry Leiber und Mike Stoller mit ihm und Musikern wie Dizzy Gillespie, Gerry Mulligan, Herbie Mann, David „Fathhead“ Newman eine späte Hommage an den großen Bluessänger und Gitarristen Walker („very rare“, 2 LPs, Reprise Records). Dort erzählte T-Bone Walker auch, dass seine Mutter eine Cherokee war und wie er zu seinem Spitznamen kam.

### Tod
T-Bone Walker starb 1975 an einem Schlaganfall. Er wurde auf dem Inglewood Park Cemetery in Inglewood bei Los Angeles beigesetzt. 1980 wurde er posthum in die Blues Hall of Fame aufgenommen.
Spätere Gitarristen, unter anderem Chuck Berry und Jimi Hendrix, übernahmen von Walker absteigende Nonen-Akkord-Linien und andere Teile seiner spektakulären Auftritte. Auch das Spiel in artistisch anmutenden Körperhaltungen (auf den Knien, Instrument hinter dem Kopf gespielt usw.) wird Walkers Einfluss zugeschrieben.
Der Rolling Stone listete Walker postum auf Rang 67 der 100 größten Gitarristen aller Zeiten. In einer Liste aus dem Jahr 2003 hatte er Rang 47 belegt.

## Diskographie (Auswahl)
- 1953 Classics in Jazz
- 1959 Sings the Blues
- 1959 T-Bone Blues (Atlantic/WEA)
- 1960 Singing the Blues (Imperial)
- 1961 I Get So Weary (Vivid Sound)
- 1963 Great Blues Vocals and Guitar (Capitol Records)
- 1967 Stormy Monday Blues (Wet Soul)
- 1967 The Legendary T-Bone Walker	(Brunswick)
- 1968 Blue Rocks (Charly Records)
- 1968 I Want a Little Girl (Delmark)
- 1968 Stormy Monday Blues (Stateside Distribution)
- 1968 The Truth (Brunswick)
- 1969 Bosses of the Blues, Vol. 1	(T-Bone Walker, Big Joe Turner, RCA)
- 1969 Feelin' the Blues (Black & Blue)
- 1969 Funky Town (BGO)
- 1969 Good Feelin‘ (Polygram)
- 1970 Everyday I Have the Blues (Blues Time)
- 1973 Dirty Mistreater (MCA Records)
- 1973 Fly Walker Airlines	(Polydor)
- 1973 Well-Done (Collectables Records)
- 1974 Very Rare (Wounded Bird)
- 1975 Original 1945-50 Performances (EMI Music Distribution)
- 1981 Jumps Again (Charly)
- 1983 Natural Blues (Charly)
- 1986 Low Down Blues (Charly)
- 1990 Complete Recordings of T-Bone Walker 1940-1954 (Mosaic)
- 1990 Hustle Is On Blue (Label)
- 1991 Complete 1950-1954 Recording (Definitive)
- 1991 Complete Imperial Recordings: 1950-1954 (Blue Moon)
- 1995 Inventor of the Electric Guitar Blues (Blues Boy)
- 1995 Cold Cold Feeling (CEMA Special Markets)
- 1995 Complete Capitol/Black & White Recordings (EMI Music Distribution)
- 1996 Blues Collective (Laserlight)
- 1998 T-Bone Shuffle (Wesgram)
- 1999 I Get So Weary (Vivid Sound)
- 2003 Back on the Scene: Texas, 1966 (Castle/Sanctuary)
- 2005 The Original Source (Proper Records)
- 2006 Complete Imperial Recordings (Capitol)
- 2008 40 Prime Cuts (Proper Sales & Dist.)
- 2008 Trailblazing The Blues (Blues Boulevard)
- 2009 Midnight Blues (Charly)

## Sammlung
- 1990 – The Complete Recordings of T-Bone Walker (1940–1954) (Mosaic Records) – 9 LPs oder 6 CDs mit Les Hite, Al Morgan, Freddie Slack, Jack McVea, Al Killian, Lloyd Glenn, Teddy Buckner, Billy Hadnott, Dave Bartholomew, Lee Allen, Herb Hardesty, Frank Fields, T. J. Fowler